# Galerucella rubi
Galerucella rubi es una especie de insecto coleóptero de la familia Chrysomelidae.
Fue descrita científicamente en 1938 por Tamanuki.